# Weston, West Virginia
Weston är administrativ huvudort i Lewis County i West Virginia i USA. Orten hade 4 110 invånare enligt 2010 års folkräkning. År 1818 döptes orten till Preston men redan i februari följande år byttes namnet till Fleshersville. Ortsborna var inte nöjda med det namnet heller utan redan i följande december följde ytterligare ett namnbyte, till Weston.

## Kända personer från Weston
- Rush Holt, kongressledamot
- Rush D. Holt, senator